# Nargedia
Nargedia là một chi thực vật thuộc họ Rubiaceae.
Chi này có các loài sau (tuy nhiên danh sách này có thể chưa đủ):
- Nargedia macrocarpa, (Thwaites) Beddome